# ژرژ ریب
ژرژ ریب (به فرانسوی: Georges Reeb) (زاده ۱۲ نوامبر ۱۹۲۰- درگذشته ۶ نوامبر ۱۹۹۳ در استراسبورگ) ریاضیدان اهل فرانسه بود.زمینه کاری ریب، هندسه دیفرانسیل و توپولوژی بوده است. او که از شاگردان شارل ارسمان بود، نتایج نامداری در زمینه کلاف های برداری و هندسه آنها به اثبات رسانده است و چند ساختار در این زمینه ها به نام وی هستند. وی همچنین با ریاضیدانان نامدار دیگری همچون پیر لولانگ همکاری نموده است.